# Liste des autoroutes de la Serbie

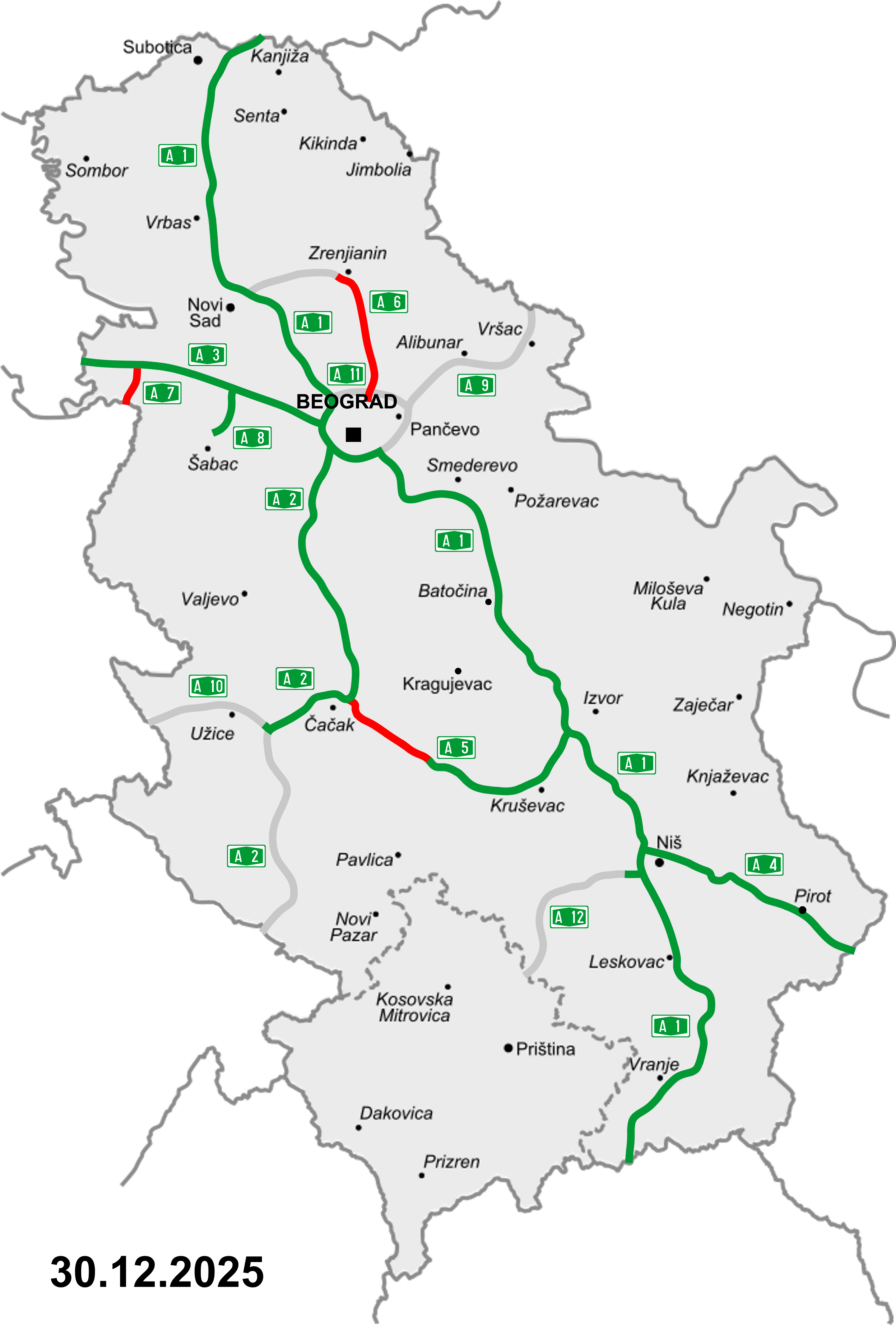
Les autoroutes de Serbie
Existantes
En construction
En projet

Le réseau autoroutier serbe est en grande partie à péage. En 2019, ce réseau compte 963 km de route (1 200 km dans un premier temps en projet). Depuis le 1er juin 2018, la vitesse est limitée à 130 km/h (anciennement 120 km/h). La première liaison autoroutière a été inaugurée en 1970, la section dans Belgrade (entre les sorties  2 (11) Zmaj et  8 (17) Mostar) qui fait partie aujourd'hui de l'autoroute A3. Une seconde liaison a été inaugurée 7 ans plus tard entre la  8 (17) Mostar de l'autoroute A3 (section dans Belgrade) et la  32 Umčari qui fait partie de l'autoroute A1.
Le système de numérotation actuel des autoroutes serbes a été introduit en Serbie en 2013. Les autoroutes disposent donc de leur propre numérotation, écrite en blanc sur fond vert, (identique à la numérotation des routes européennes), comme dans plusieurs pays d'Europe (Grèce, Croatie, Slovénie, Roumanie, Bulgarie, etc.). Toutes ces autoroutes sont numérotées en utilisant la lettre A, qui en Serbie signifie Ауто-пут/Auto-put (Autoroute) et suivie du numéro (par exemple A1).
Les autoroutes serbes sont assez souvent à deux fois deux voies (ou bien dans les cas contraires de trois voies en prenant en compte les voies qui sont destinées aux véhicules lents sur quelques tronçons d'autoroute) avec bande d'arrêt d'urgence, tandis que les voies rapides sont à deux fois deux voies sans bande d'arrêt d'urgence, mais disposent de plusieurs refuges ou de parkings au bord de ces dernières.
Depuis septembre 2017, un système de radar tronçon entre deux postes de péage a été introduit sur toutes les autoroutes de Serbie.
Un système de surveillance de la circulation et de régulation de trafic ainsi qu'un système de radar tronçon sur tous les 15 km sont mis en service au printemps 2019 sur toute la longueur de l'autoroute A1. Des appareils de mesure et de contrôle seront installés dans les zones connues de brouillard, de pluie verglaçante, de neige ou de vent fort. Des panneaux à messages variables seront utilisés pour communiquer aux usagers les conditions atmosphériques, les restrictions éventuelles de trafic ou d'autres informations susceptibles de modifier les conditions de circulation. Cependant, ces systèmes sont les premiers à être mis en service, sur l'autoroute A2, depuis l'ouverture à la circulation de la section Ljig-Preljina en novembre 2016.
Le système TA (Traffic Announcement) fonctionne également sur les stations radios de Serbie.
La construction et l'entretien du réseau autoroutier serbe sont assurés par les services de l'État (en serbe : Putevi Srbije).
Actuellement, le réseau autoroutier serbe est composé de neuf autoroutes dont quatre autoroutes achevée et mise en service, trois en construction et deux en projet.
En plus du réseau autoroutier, la Serbie dispose de quatre voies rapides dont une achevée et mise en service et trois en construction.

## Autoroutes
| Nom                            | Carte | Autre nom | Tracé (villes desservies) | Année ouverture                                                                            | Longueur     |
| ------------------------------ | ----- | --- | --- | ------------------------------------------------------------------------------------------ | ------------ |
| Autoroute A1                   |       | Corridor paneuropéen X Nord / Sud, Périphérique de Belgrade | Hongrie - Horgoš - Subotica (Rocade de Subotica) - Vrbas - Novi Sad - Beška - Batajnica - Zemun - Belgrade (E70) (Périphérique de Belgrade) - Surčin (E763) (Périphérique de Belgrade) - Bubanj Potok (E70) (Périphérique de Belgrade) - Smederevo - Jagodina - Paraćin (E761) - Pojate (E761) - Aleksinac - Trupale (Е80) - Niš - Merošina (E80) - Leskovac - Vladičin Han - Vranje - Bujanovac - Preševo - Macédoine du Nord | 1977 - 2023                                                                                | 583,151 km   |
| Autoroute A2 (en construction) |       | "Le Corridor XI" (en serbe : "Koridor 11"), Autoroute "Adriatique méridionale" (en serbe : "Auto-put Južni Jadran"), Autoroute "Miloš Ier Obrenović (Miloš le Grand)" (en serbe : "Auto-put Miloš Veliki") | Belgrade - Surčin (E75) (Périphérique de Belgrade) - Obrenovac - Ub - Gornji Milanovac - Preljina (E761) - Čačak - Požega (E761) - Boljare - Monténégro | 2016 -                                                                                     | 151,002 km   |
| Autoroute A3                   |       | Corridor paneuropéen X Ouest, "Autoroute vers Zagreb" (en serbe : "Auto-put za Zagreb") | Croatie - Batrovci - Sremska Mitrovica - Dobanovci - Belgrade (Е75) (Périphérique de Belgrade) | 1970 - 1987                                                                                | 95,444 km    |
| Autoroute A4                   |       | Corridor paneuropéen X Est | Trupale (Е75) - Niš - Malča (E771) (Niška Banja) - Bela Palanka - Pirot - Dimitrovgrad - Gradinje - Bulgarie | 1992 - 2019                                                                                | 105,434 km   |
| Autoroute A5 (en construction) |       | "Le Corridor de la Morava" (en serbe : "Moravski koridor") | Pojate (Е75) - Ćićevac - Stalać - Kruševac - Trstenik - Vrnjačka Banja - Kraljevo - Čačak - Preljina (Е763) | Début de la construction de l’autoroute en décembre 2019; Fin des travaux prévue pour 2026 | 120,509 km   |
| Autoroute A8                   |       | "Autoroute Ruma-Šabac" (en serbe : "Auto-put Ruma-Šabac") | Ruma (Е70) - Šabac | 2019 - 2023                                                                                | 24,793 km    |
| Total                          | Total | Total | Total | Total                                                                                      | 1 080,333 km |

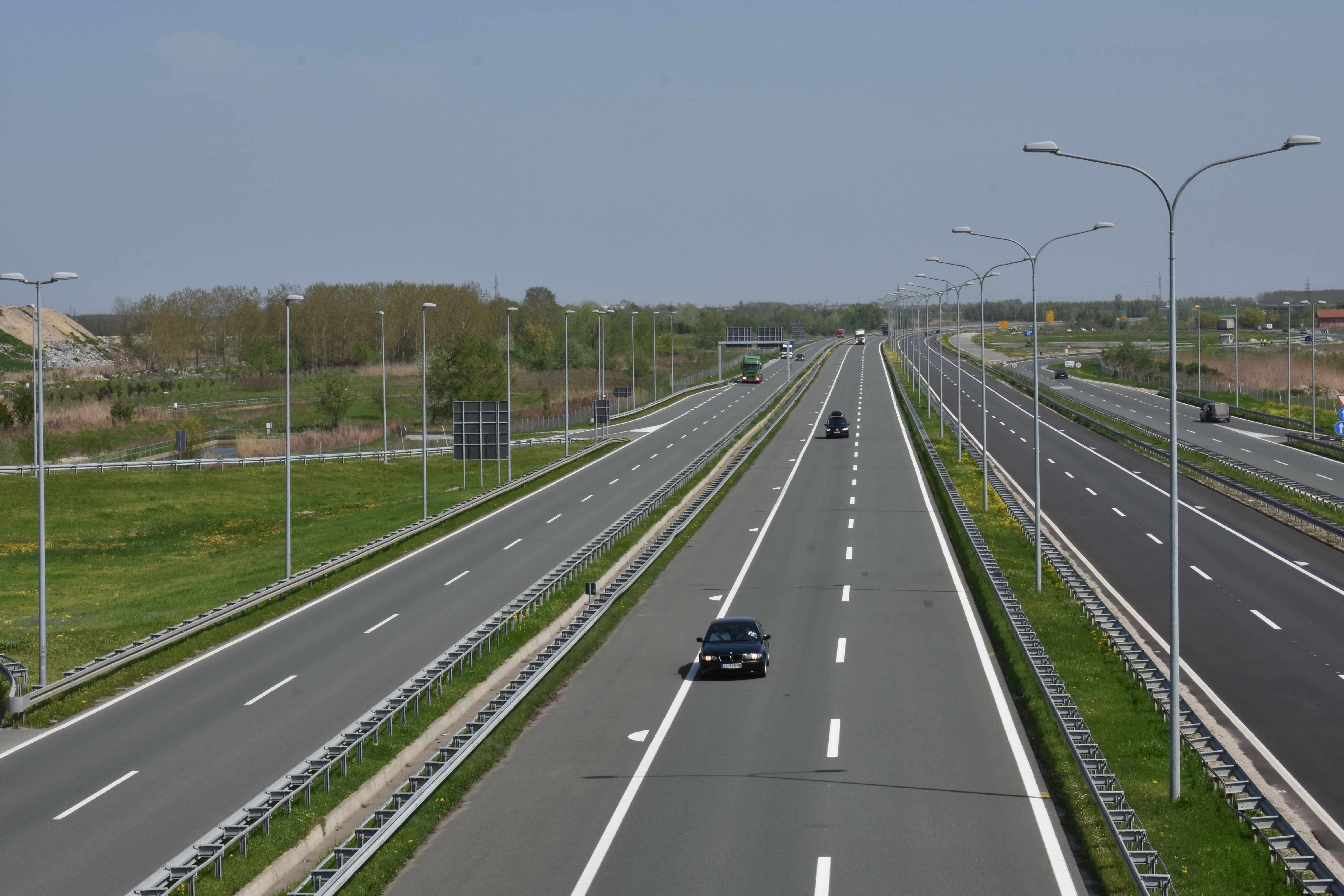
L'autoroute A1 près de la  12 Novi Sad-Centre (avril 2018).
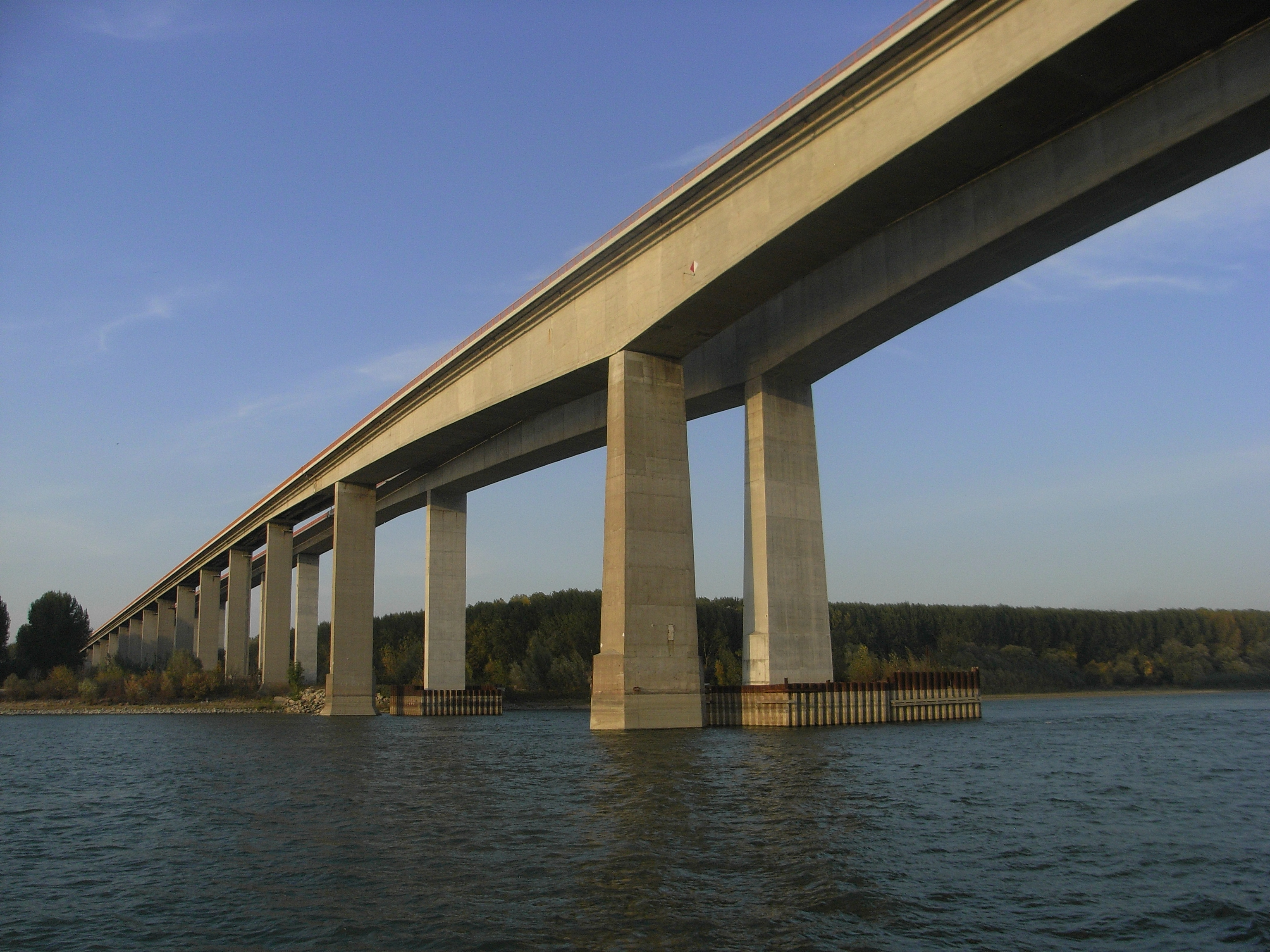
Le pont de Beška (Autoroute A1).
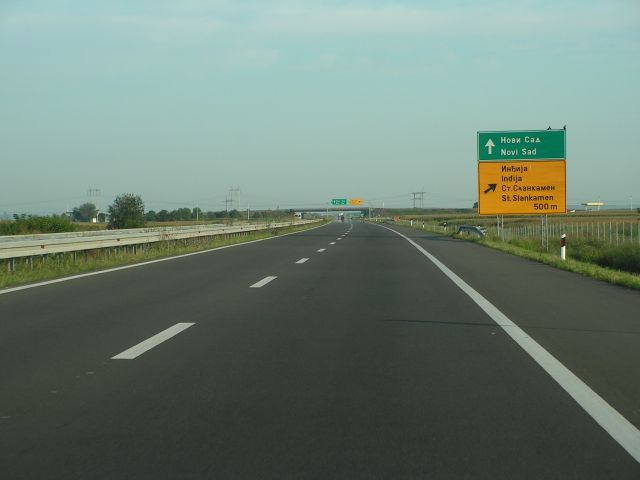
L’autoroute A1 près de la  18 Inđija.
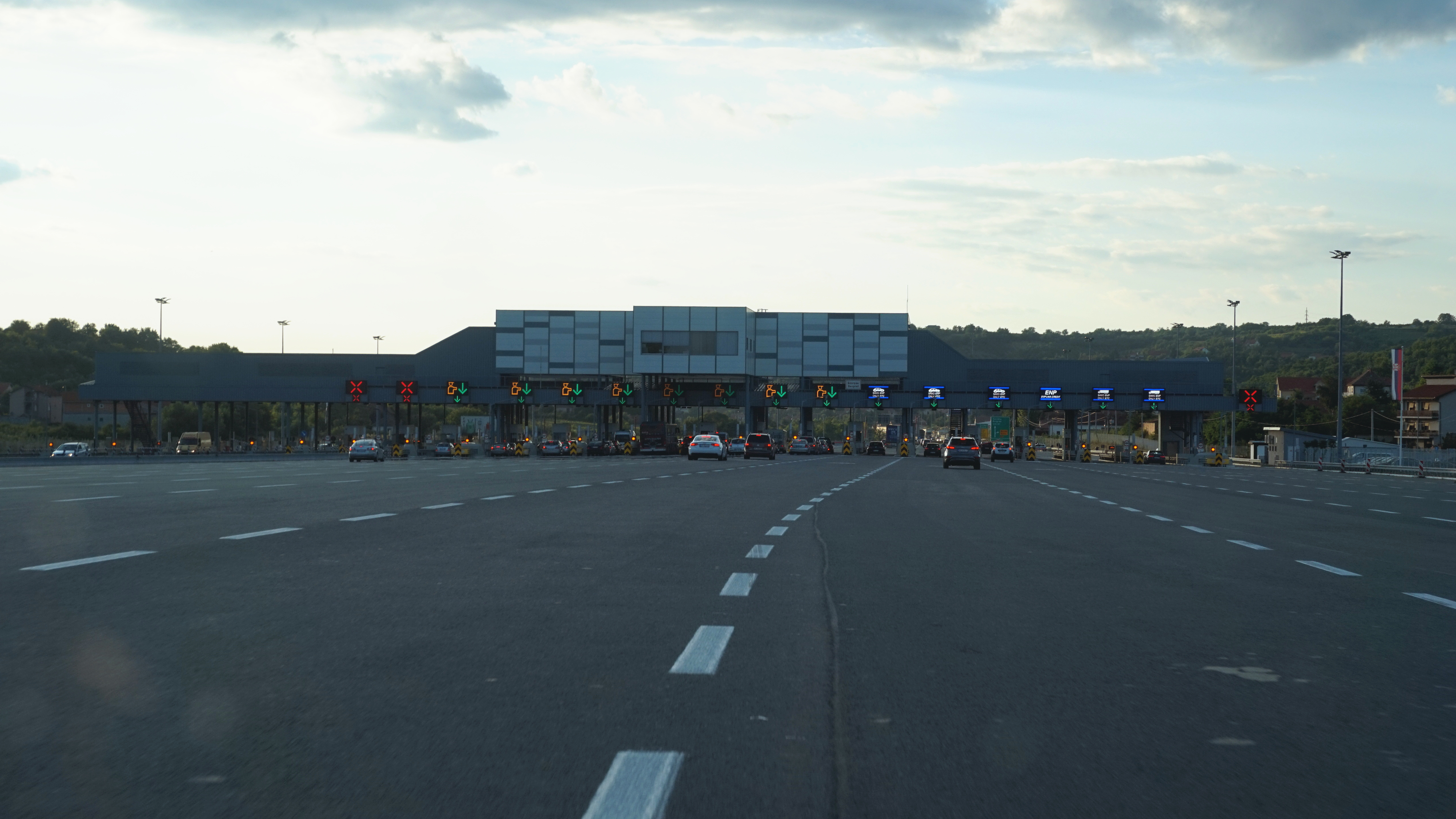
Le poste de péage de Belgrade (juillet 2019) (Autoroute A1).
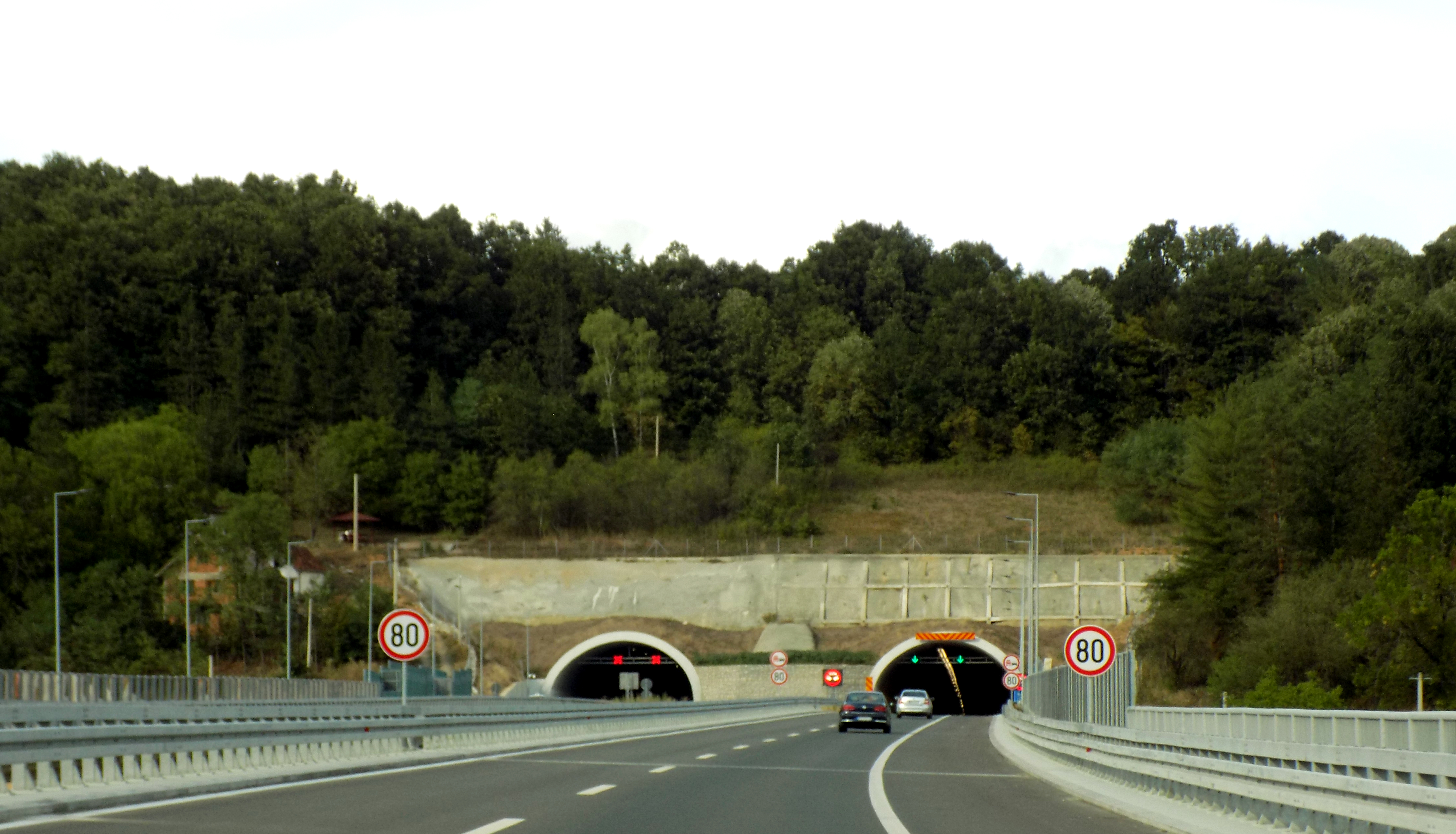
Le tunnel Savinac (Autoroute A2).
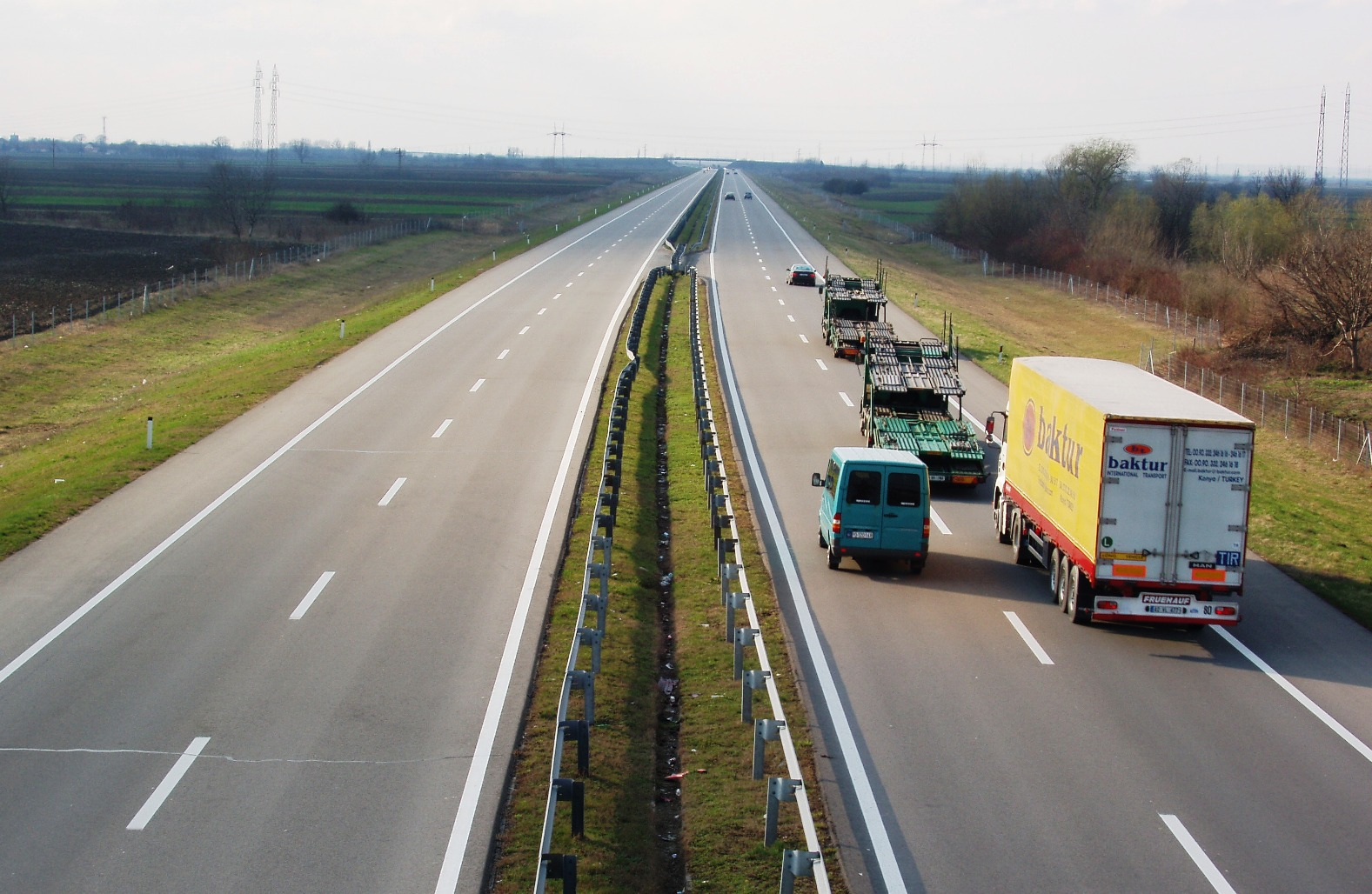
L’autoroute A3 près de Sremska Mitrovica.
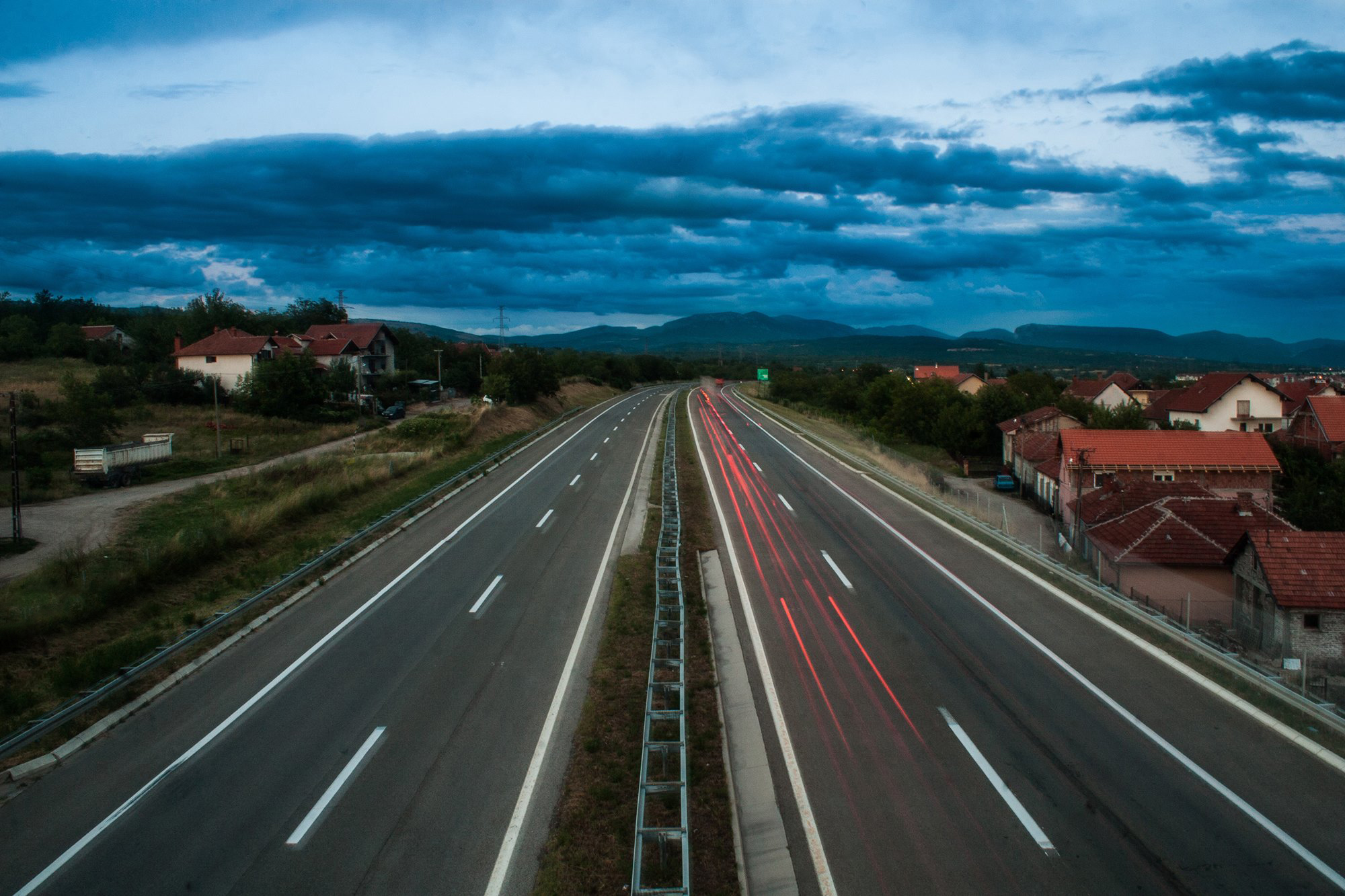
L'Autoroute A4 près de Komren (Niš).
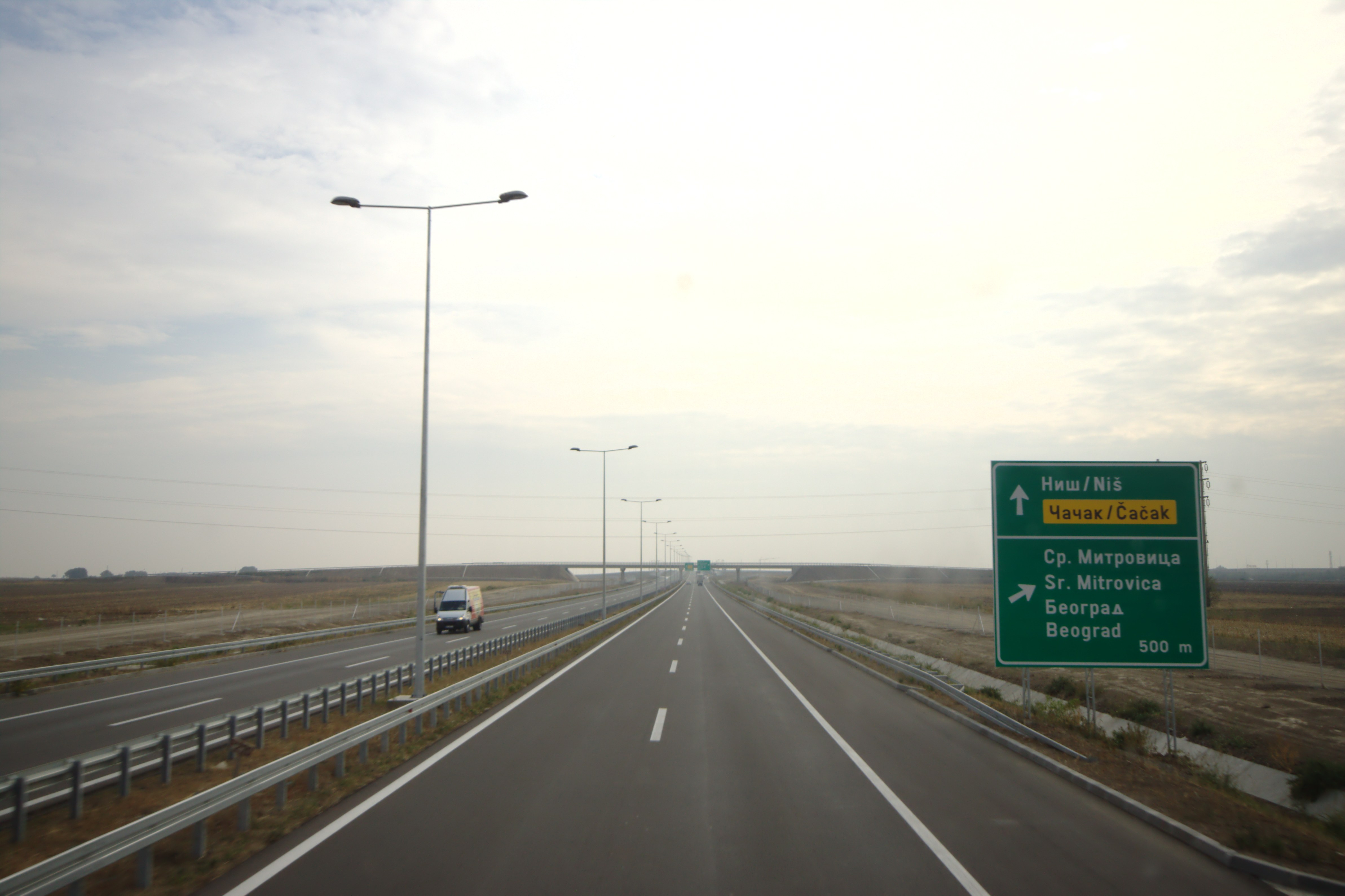
Le Périphérique de Belgrade près de l'échangeur autoroutier (  23) Belgrade (A1  A3) (Autoroute A1).

## Voies Rapides
| Nom                              | Carte | Autre nom | Tracé (villes desservies)                                                | Année ouverture | Longueur |
| -------------------------------- | ----- | --- | ------------------------------------------------------------------------ | --------------- | -------- |
| Voie Rapide 11                   |       | "Route 11", "M11", Rocade de Subotica (en serbe : Obilaznica oko Subotice), "Y-krak"                                                                  | Hongrie - Kelebija - Autoroute A1 ( Subotica-Sud)                        | 2017 - 2019     | 24 km    |
| Voie Rapide 21 (en construction) |       | "Route 21", "M21", "Le Corridor de Fruška Gora" (en serbe : "Fruškogorski koridor")                                                                   | Autoroute A1 ( Novi Sad-Sud) - Petrovaradin - Irig - Autoroute A8 (Ruma) | En construction | 51 km    |
| Voie Rapide 24 (en construction) |       | "Route 24", "M24", "Autoroute vers Kragujevac" (en serbe : Auto-put za Kragujevac), "Voie Rapide vers Kragujevac" (en serbe : Brzi put za Kragujevac) | Autoroute A1 ( Batočina) - Kragujevac                                    | 2017 -          | 23 km    |
| 26 Voie Rapide 26                |       | "Route 26", "M26", "La Route Magistrale de la Save" (en serbe : "Savska Magistrala")                                                                  | Autoroute A8 (Šabac) - Loznica                                           | 2019 - 2024     | 54,5 km  |
| Total                            | Total | Total | Total                                                                    | Total           | 152,5 km |

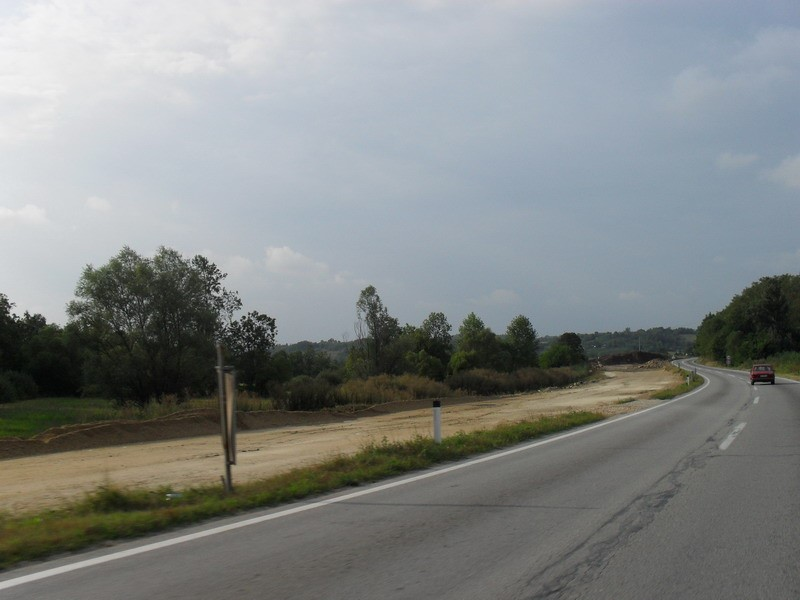
La Voie Rapide 24 en construction près de Batočina (août 2008).
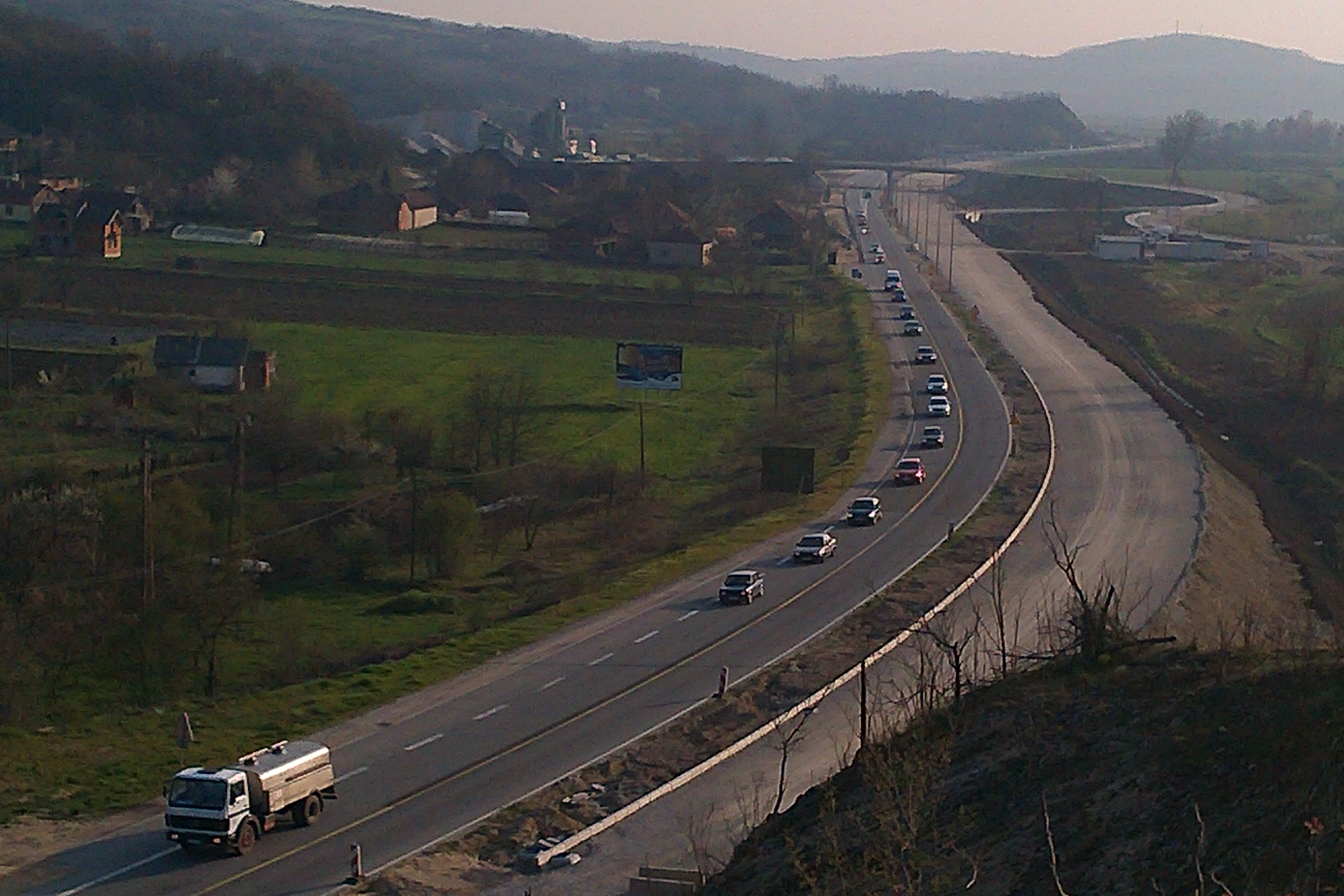
La Voie Rapide 24 en construction prévue en 2 x 2 voies près de la  Gradac (mars 2014).
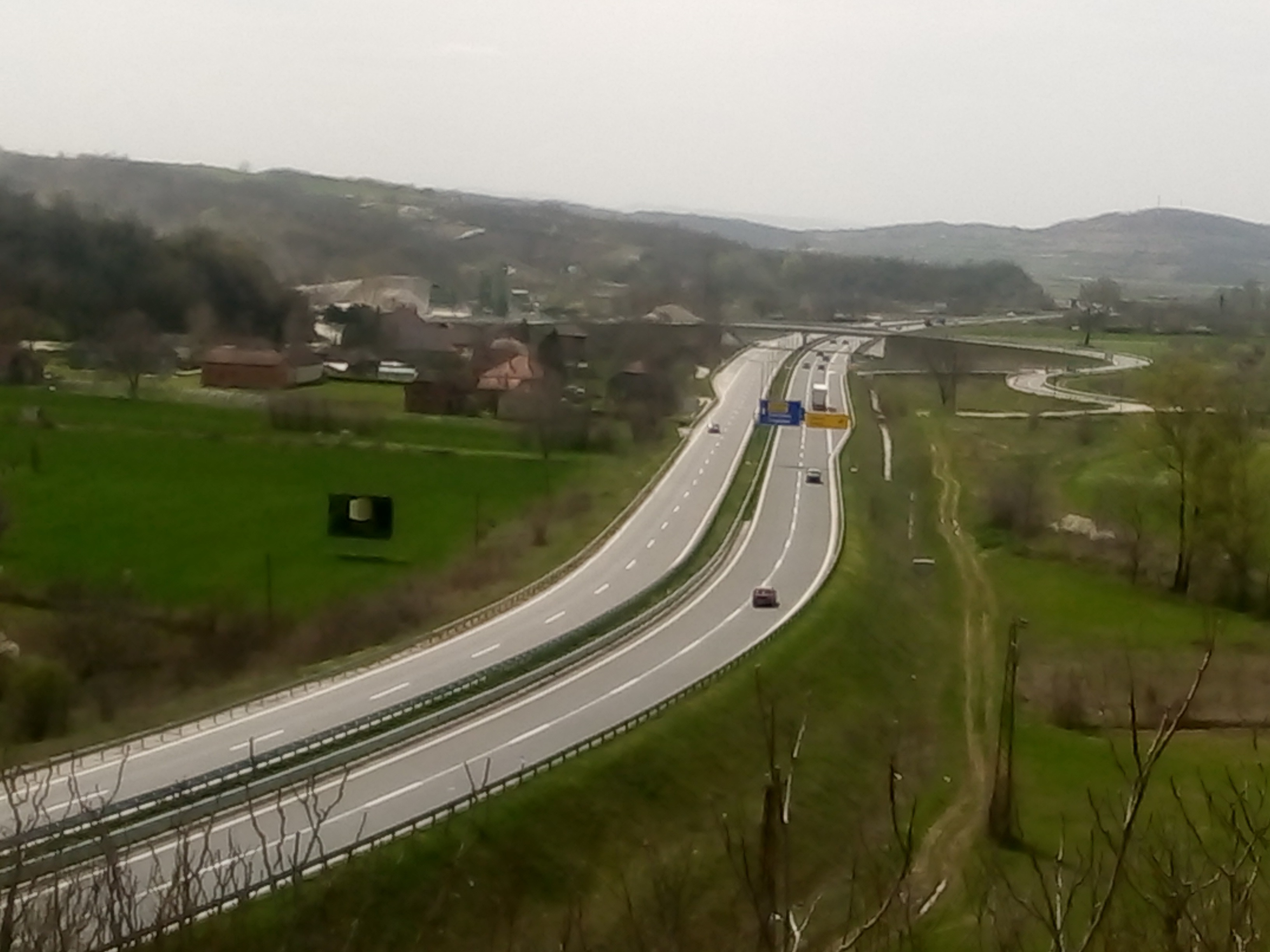
La Voie Rapide 24 avec 2 x 2 voies près de la  Gradac (avril 2018).

## Panneaux de signalisation sur Autoroute et Voie Rapide
Voici quelques panneaux de signalisation que l'on peut trouver sur les Autoroutes et Voie Rapides de Serbie :

### Sur Autoroute

Panneau de signalisation serbe "autoroute"
Panneau d'avertissement de bifurcation autoroutière à 750 mètres sans affectation de voies (numéro et nom de la bifurcation autoroutière)
Panneau d'avertissement de sortie d'autoroute à 400 mètres sans affectation de voies (numéro et nom de la sortie)
Premier panneau de présignalisation de sortie d'autoroute à 1000 mètres sans affectation de voies
Deuxième panneau de présignalisation de sortie d'autoroute à 500 mètres sans affectation de voies
Panneau de signalisation avancée (poursuite sur autoroute)
Panneau de signalisation avancée de sortie d'autoroute sans affectation de voies
Panneau de signalisation avancée (poursuite sur autoroute)
Panneau kilomètrique sur autoroute (Panneau de confirmation)

### Sur Voie Rapide

Panneau de signalisation serbe "voie rapide" (route express)

### Pictogrammes

Pictogramme autoroute A1 en Serbie
Pictogramme route européenne E75 en Serbie
Pictogramme Voie rapide 24 en Serbie

### Autres panneaux

Panneau de signalisation serbe limitation de vitesse sur autoroute
Panneau de signalisation serbe limitation de vitesse sur voie rapide
Panneau de signalisation "Sortie" sur autoroute et voie rapide
Panneau de direction vers une ville importante avec indication de distance
Panneau d'indication de zone où la vitesse est contrôlée par un ou plusieurs dispositifs de contrôle automatisé
Panneau d'indication "Tunnel Šargan" avec la longueur (en serbe cyrillique : Тунел Шарган)
Panneau d'indication "Fleuve Morava occidentale" (en serbe cyrillique : Река Западна Морава)
Panneau de direction "Sortie commissariat de police" (en serbe cyrillique : Полиција)
Panneau d'indication d'un lieu touristique complété par une indication de distance ainsi que par un message graphique
Panneau temporaire de direction "Déviation"
Panneau temporaire de présignalisation de déviation